# Picea likiangensis
Épicéa du Lijiang
Espèce
Classification phylogénétique
Synonymes
- Picea yunnanenis, Laccasagne 1934
- Picea likiangensis var. bhutanica, Silba 1990
- Picea likiangensis var. forrestii, Silba 1990
- Abies likiangensis, Franchet 1899

Statut de conservation UICN

 VU : Vulnérable
Picea likiangensis, l’Épicéa du Lijiang, est une espèce d’épicéa (genre Picea) de la famille des Pinaceae, originaire de Chine et du Bhoutan, avec une large distribution, allant du Sichuan occidental au Tibet et du Yunnan au Qinghai, à des altitudes élevées comprises entre 2 000 et 4 000 m. C'est l’espèce dominante des forêts de conifères subalpines des monts Hengduan. 
P. likiangensis est une espèce extrêmement variable avec de nombreux sous-taxons reconnus. La plupart d’entre eux ont été décrits à une époque comme des espèces distinctes et il n’y a pas de consensus chez les botanistes sur ce qui doit être reconnu à chaque rang. Sur les cinq variétés intraspécifiques distinguées, seulement trois ont une large distribution et des caractères distinctifs clairs, à savoir var. likiangensis, var. rubescens Rehder & E.H. Wilson et var. linzhiensis Cheng & L.K. Fu.

## Étymologie
Le nom de genre Picea créé par Albert Gottfried Dietrich en 1824, est un emprunt au latin picea, littéralement « résineux », dérivé de pix, picis « poix ».
L’épithète spécifique likiangensis est une création lexicale de latin scientifique à partir du toponyme Likiang, écrit dans l'ancêtre du système de romanisation de l’EFEO de 丽江 pinyin Lijiang, ville dans le Nord-Ouest de la province du Yunnan et du suffixe latin -ensis « qui vit dans, originaire de », en référence au lieu de sa découverte.

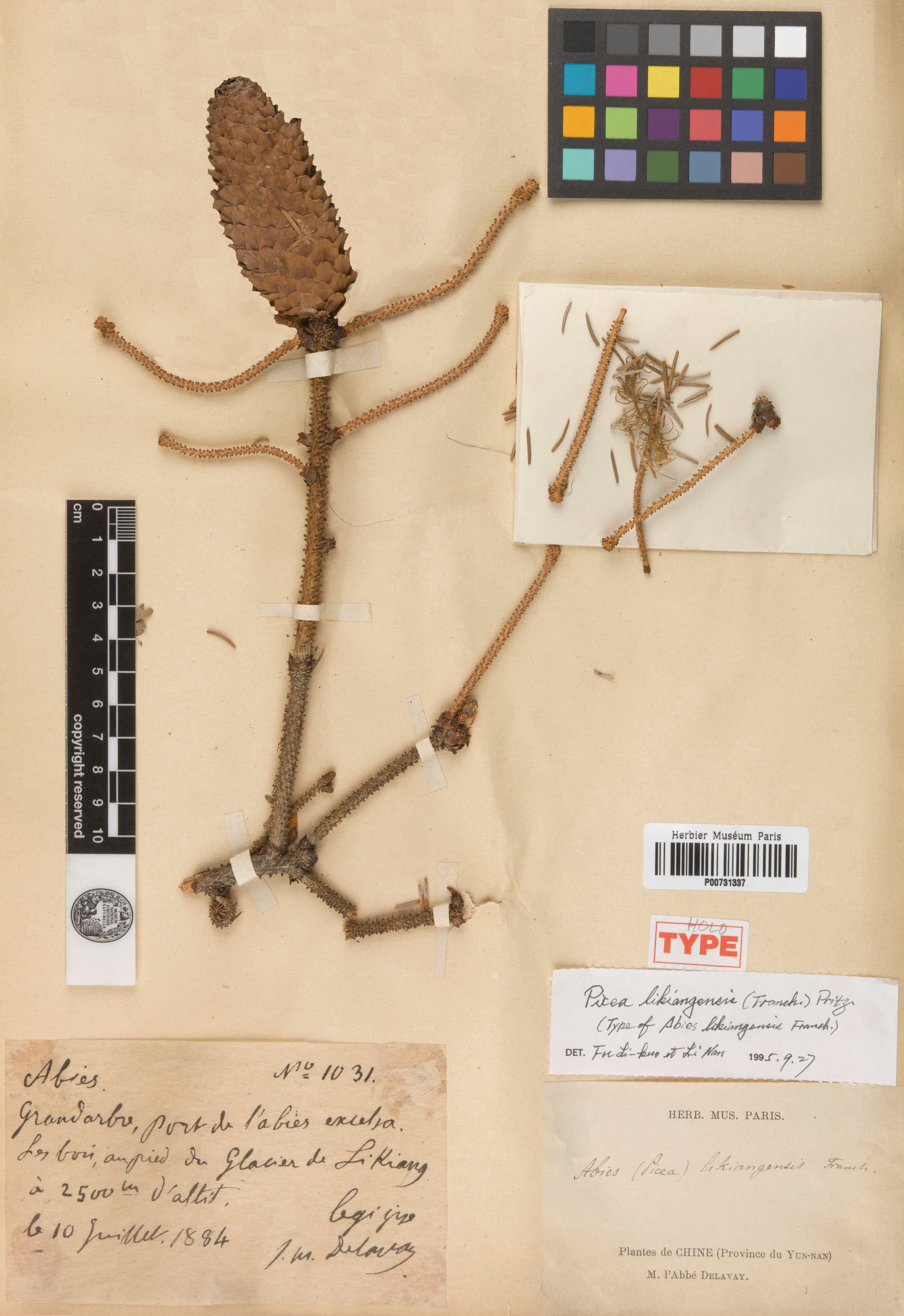
Type de Picea likiangensis, récolté par le père Delavay le 10 juillet 1884.

L’espèce a été découverte par un missionnaire botaniste, le père Jean-Marie Delavay, lors de sa seconde mission en Chine. Le 10 juillet 1884, il prélève des spécimens de l’espèce et indique sur la planche botanique ci-contre « Grand arbre, port de l’Abies excelsa. Les bois, au pied du glacier de Likiang, à 2 500 m d’altitude ».
Le botaniste du Muséum, Adrien Franchet, qui recevait les caisses du père Delavay, en a fait une description dans le Journal de Botanique (Morot) 13 (8): 257 en 1899, sous le nom Abies likiangensis.
Le botaniste allemand Ernst Georg Pritzel le reprend dans Bot. Jahrb. Syst., Pflanzengeschichte und Pflanzengeographie 29(2): 217, en 1900 (?).
Le nom vernaculaire chinois est 丽江云杉 Lìjiāng yúnshān « épicéa du Lijiang ».

## Description

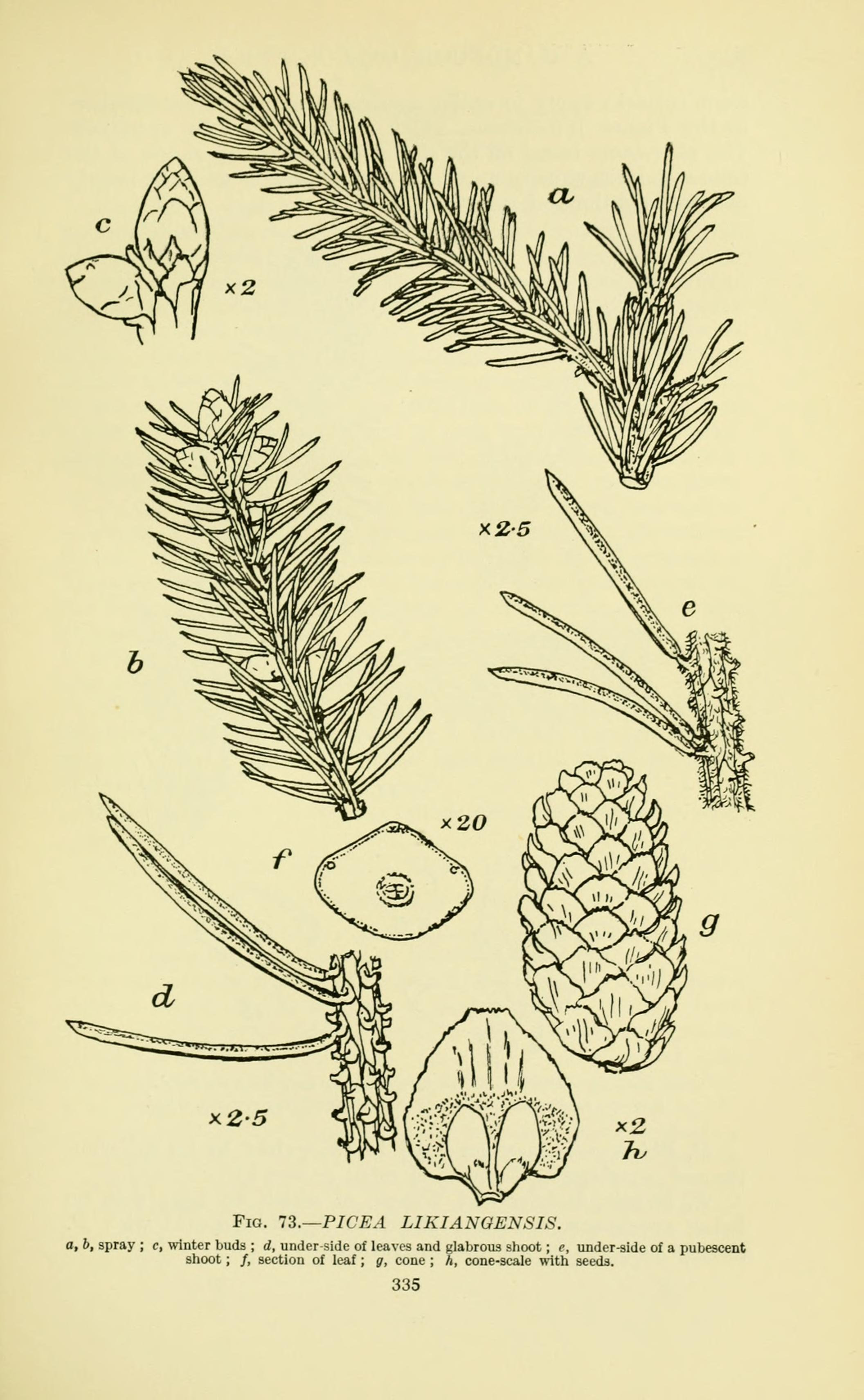
c:bourgeons d'hiver, f:section de la feuille, g:cône, h:écaille du cône avec graines

Picea likiangensis est un grand arbre pouvant atteindre 50 m de haut avec un tronc jusqu’à 2,50 m de diamètre. L’écorce d’un gris terne ou gris brun se fendille en plaques irrégulières et épaisses. Le port est celui d'un large cône. Les jeunes rameaux sont d’abord jaunes puis gris, souvent peu pubescents,.
Les feuilles sont linéaires, droites ou légèrement incurvées, dressées radialement, de 0,6-1,5 cm de long sur 1-1,5 mm, à apex aigu ou obtus, en section transversale ± largement rhomboïdales (en losange) ou sous-aplaties, en brosse relevée sur le dessus du rameau et rabattues vers l’extrémité, fixées sur un coussinet persistant (pulvinus), parcourues par 4-7 lignes de stomates le long de chaque surface adaxiale (les 2 face sup.) et par 0-4 lignes le long de chaque surface abaxiale (les 2 face inf.).
Le cône mâle, axillaire, fait de 2 à 2,5 cm de long, d’abord de couleur rose-rouge puis jaune en s’ouvrant,
Le cône femelle est brun rougeâtre ou violet, dressé avant pollinisation puis pendant à maturité et brun, terminal, ovoïde-oblong ou ovoïde-cylindrique ; le cône de graines mesure de 4 à 12 cm de long sur 1,7-3,5 cm (la taille varie selon les variétés). Les écailles portant les ovules puis les graines ont des marges denticulées ou ondulées et la partie apicale rétrécie en une pointe triangulaire.
Les graines sont gris-brun, subovoïdes, de 0,7–1,4 cm les ailes y compris, avec des ailes brun pâle lustré, avec des taches violacées, obovale-oblongue.
La pollinisation se déroule en avril-mai, la maturité des graines en septembre-octobre.  

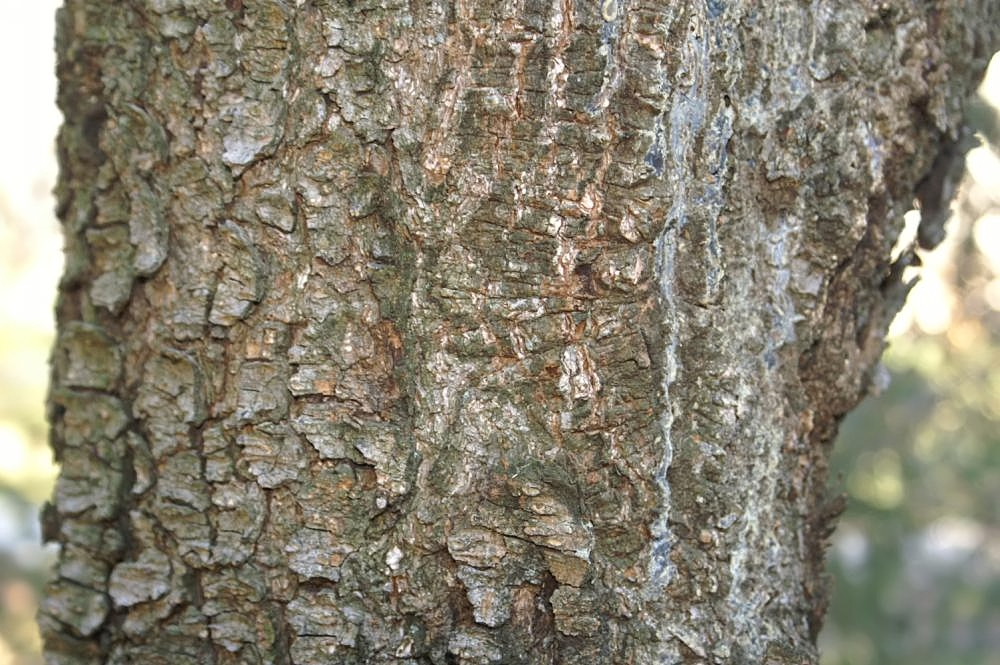
Tronc, grosses écailles
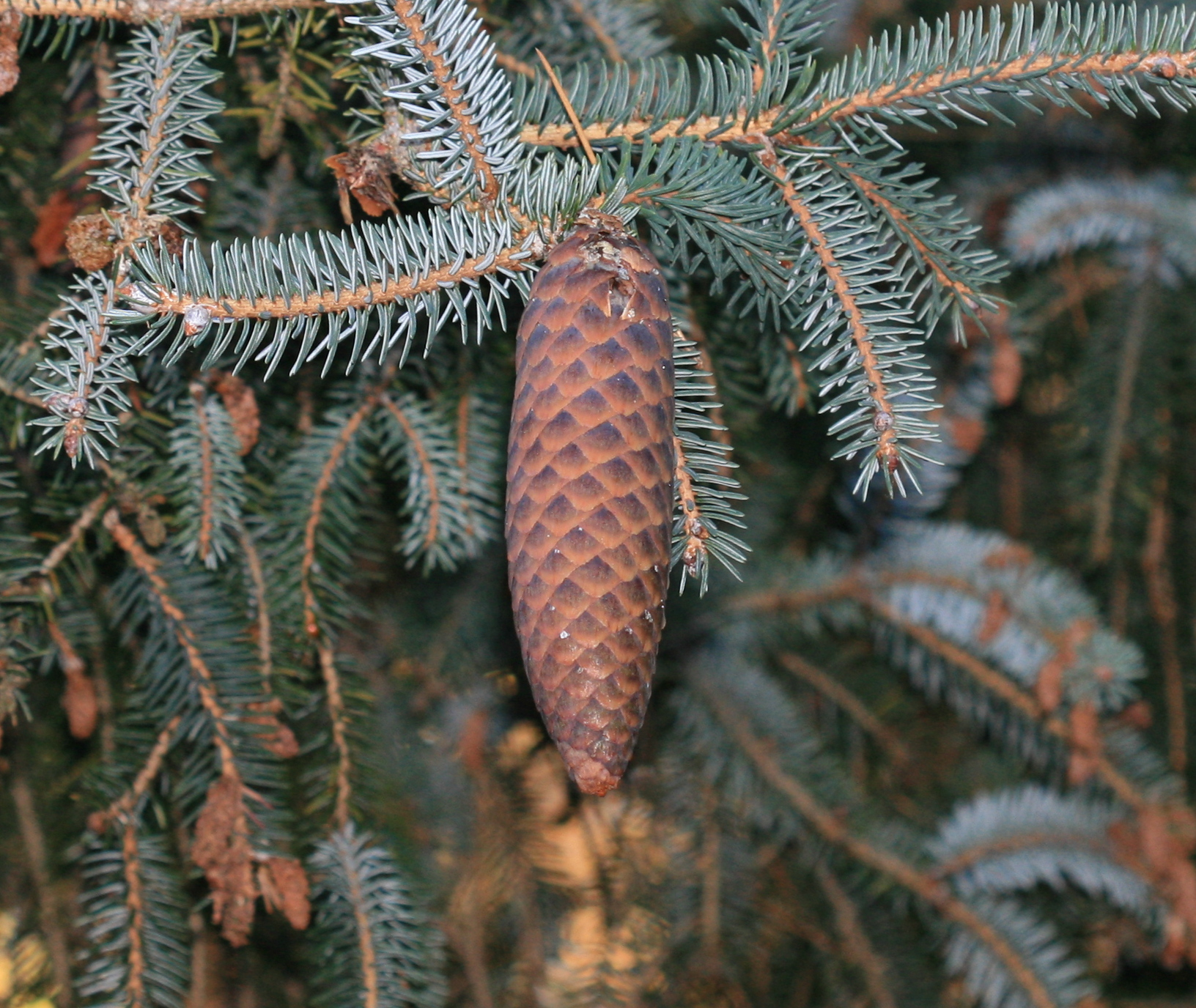
P. likiangensis (Roy. Bot. Gard. Edinburgh)
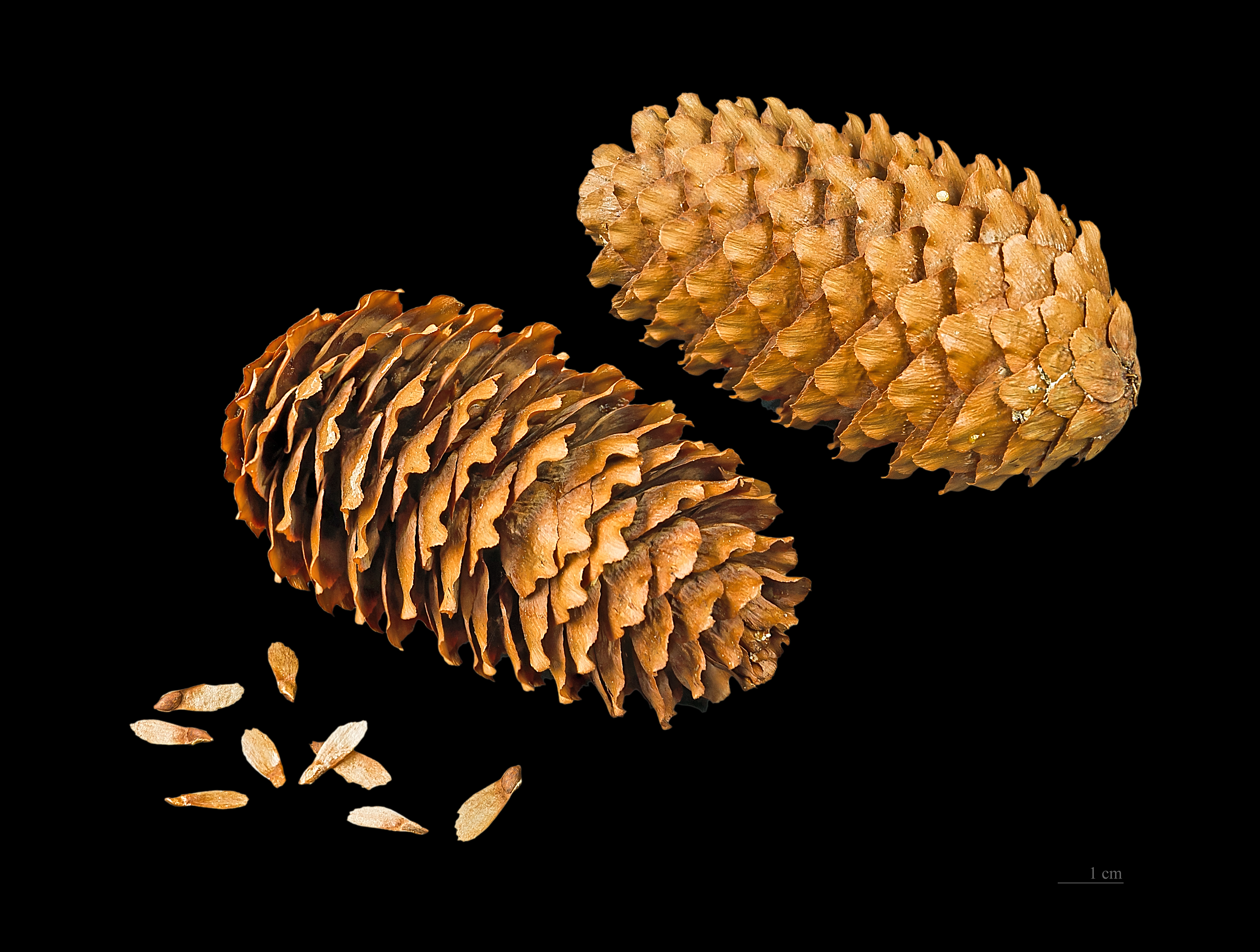
Cônes et graines
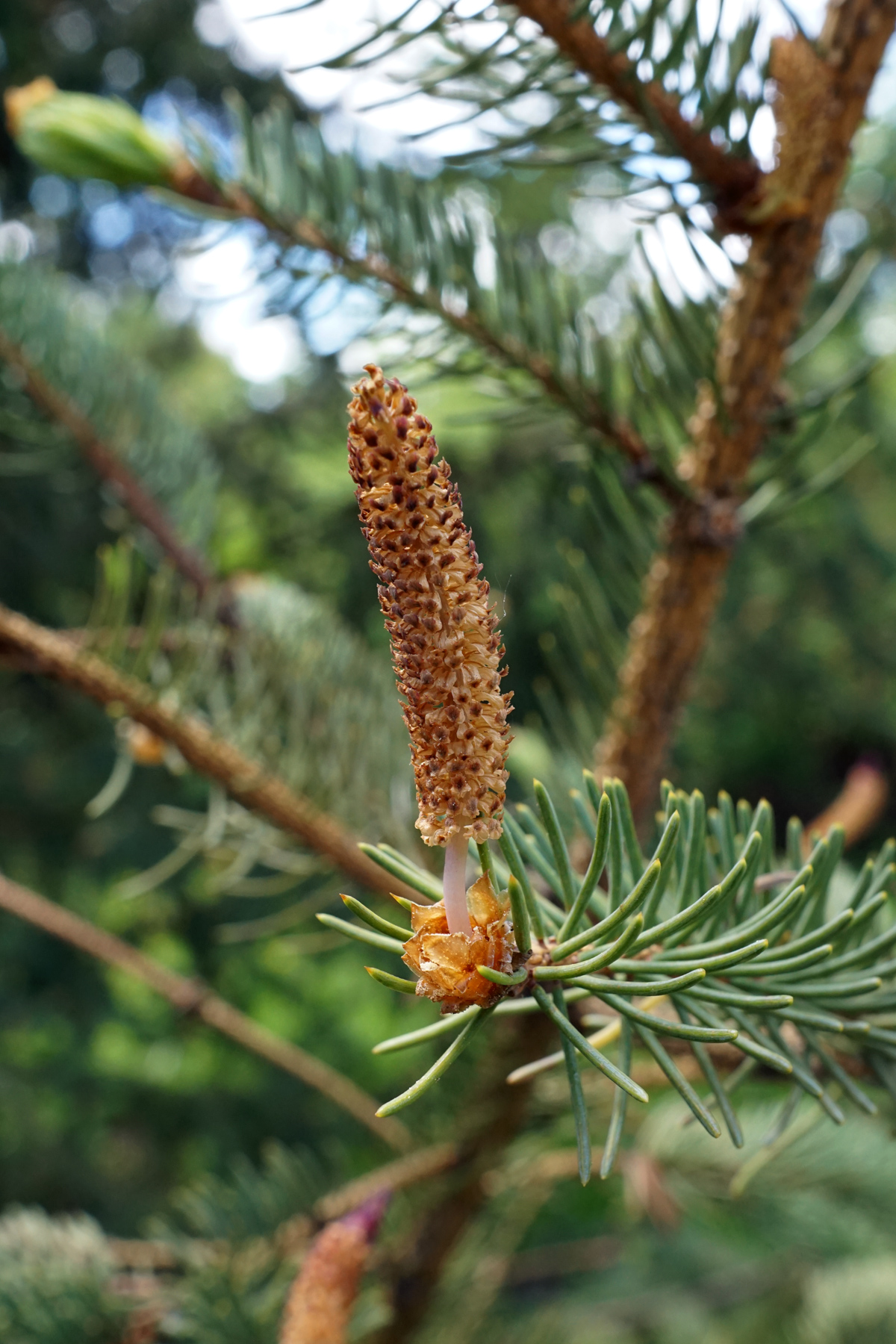
var. montigena

## Distribution et habitats

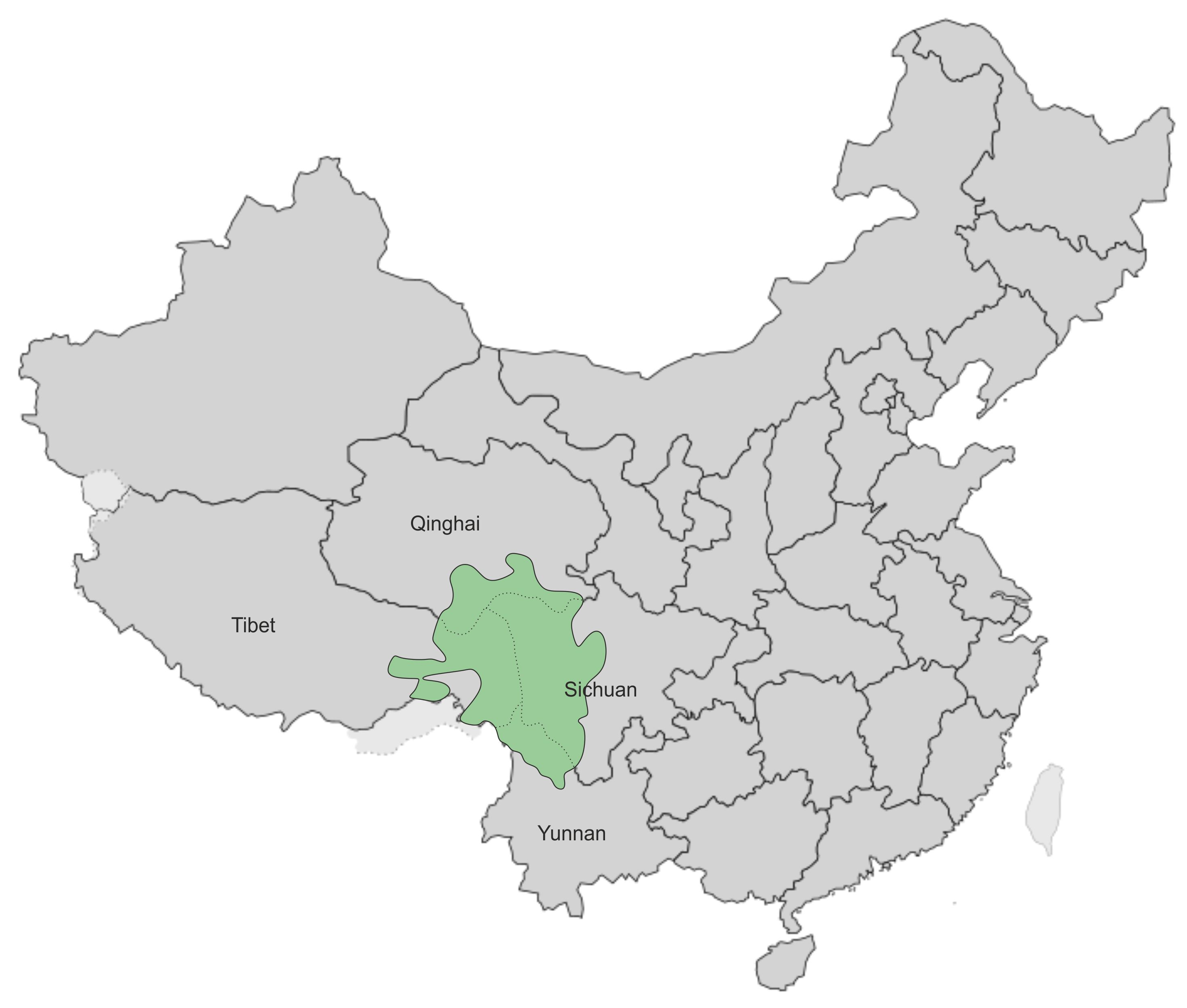
Distribution en Chine de Picea likiangensis

L’épicéa de Lijiang croît en Chine (dans les provinces du S Qinghai, S et O Sichuan, E Tibet, NO Yunnan) et au Bhoutan. Les forêts de conifères subalpines des monts Hengduan (hormis sa partie se trouvant dans le Nord-Est du Sichuan) situées entre 3 000 et 4 000 m sont dominées par l’épicéa de Lijiang (Picea likiangensis), le Pin du Tibet (Pinus densata), et le Sapin écailleux (Abies squamata).
Il pousse en montagne, dans les ravins et bassins fluviaux, entre 2 500 et 4 100 m. Son aire naturelle se trouve dans les zones à climat semi-humide, tempéré, froid, avec une température moyenne annuelle de 4–6 °C, des précipitations annuelles de 600–1 500 mm[réf. nécessaire].

## Variétés
P. likiangensis est une espèce extrêmement variable avec de nombreux sous-taxons reconnus. La plupart d’entre eux ont été décrits à une époque comme des espèces distinctes et il n’y a pas de consensus chez les botanistes sur ce qui doit être reconnu à chaque rang (Farjon, 2017).
Flora of China distingue 5 variétés :
- Picea likiangensis var. hirtella (Rehder     et EH Wilson) WC Cheng
- Picea likiangensis var. likiangensis
- Picea likiangensis var. linzhiensis WC     Cheng et LK Fu
- Picea likiangensis var. montigena (Masters)     WC Cheng
- Picea likiangensis var. rubescens Rehder     et EH Wilson

| Les variétés de Picea likiangensis | |                                                                          |
| Variétés                           | Cône de graines                                                                                     | Distribution                                                             |
| var. hirtella                      | Dimension : 4-9 cm Écailles : vert-jaune ou jaunes avant maturité, brun-jaune pâle à maturité       | O Sichuan (Balang shan, Dabao shan)[réf. nécessaire], SE Tibet (Leiwuqi) |
| var. likiangensis                  | Dimension : 7-12 cm Écailles : brun-rouge ou noir-violet, à maturation brun à rougeâtre ou noirâtre | SO Sichuan, SE Tibet, NO Yunnan & Bhoutan                                |
| var. linzhiensis                   | Dimension : 5-10 cm violet pâle ou brun-rouge, ou vert teinté de violet                             | SO Sichuan, SE Tibet, NO Yunnan                                          |
| var. montigena                     | Dimension : 4-9 cm vertes, teintées de rouge-brun ou de pourpre rougeâtre                           | O Sichuan (Kangding)                                                     |
| var. rubescens                     | Dimension : 4-9 cm rouge brun ou pourpre foncé, à maturité brun à rouge ou brun foncé               | S Qinghai, S Sichuan, E Tibet                                            |

## Utilisations
Le bois de l’épicéa du Lijiang est utilisé pour la construction, les poteaux, les meubles et la pâte de bois pour l’industrie du papier. L’écorce sert à produire du tanin. La résine d’épicéa peut être collectée fraiche sur l’arbre vivant ou distillée à partir du bois. Les aiguilles produisaient des huiles aromatiques.
En Europe et en Amérique du Nord, l’épicéa du Lijiang est cultivé dans les arboretums et les jardins botaniques.

## Statut de conservation
En raison de la surexploitation forestière,  à la fin du XXe siècle, dans le massif des Hengduan, il ne restait plus que les forêts des pentes abruptes le long de profondes vallées fluviales. En 1998, un tournant de la politique d’exploitation forestière a permis de mettre fin aux coupes à blanc extensives mais le Picea likiangensis est encore « une espèce vulnérable » sur la liste rouge des espèces menacées de l’IUCN.